# Плузеламбр
Плузела́мбр (фр. Plouzélambre, брет. Plouzelambr) — коммуна во Франции, находится в регионе Бретань. Департамент — Кот-д’Армор. Входит в состав кантона Плестен-ле-Грев. Округ коммуны — Ланьон.
Код INSEE коммуны — 22235.

## География
Коммуна расположена приблизительно в 440 км к западу от Парижа, в 150 км северо-западнее Ренна, в 60 км к западу от Сен-Бриё.

## Население
Население коммуны на 2016 год составляло 235 человек.
| 1962 | 1968 | 1975 | 1982 | 1990 | 1999 | 2008 | 2016 |
| ---- | ---- | ---- | ---- | ---- | ---- | ---- | ---- |
| 281  | 241  | 216  | 231  | 208  | 217  | 214  | 235  |

## Администрация
| Период | Период | Фамилия    | Партия                  | Примечания |
| ------ | ------ | ---------- | ----------------------- | ---------- |
| 1977   | 1989   | Жан Никола |                         |            |
| 1989   | 2008   | Робер Крёз |                         |            |
| 2008   |        | Андре Коэн | Социалистическая партия | инженер    |

## Экономика
В 2007 году среди 127 человек в трудоспособном возрасте (15—64 лет) 90 были экономически активными, 37 — неактивными (показатель активности — 70,9 %, в 1999 году было 76,7 %). Из 90 активных работали 87 человек (45 мужчин и 42 женщины), безработных было 3 (1 мужчина и 2 женщины). Среди 37 неактивных 8 человек были учениками или студентами, 18 — пенсионерами, 11 были неактивными по другим причинам.

## Достопримечательности
- Архитектурный ансамбль: церковь Св. Сильвестра, оссуарий, распятие и кладбищенская ограда (XV—XVI века). Исторический памятник с 1993 года[3]
- Ораторий Св. Сильвестра (XVII век). Исторический памятник с 1930 года[4]
- Фонтан Св. Сильвестра (XVI век). Исторический памятник с 1930 года[5]
- Придорожный крест (XVIII век). Исторический памятник с 1927 года[6]

## Фотогалерея

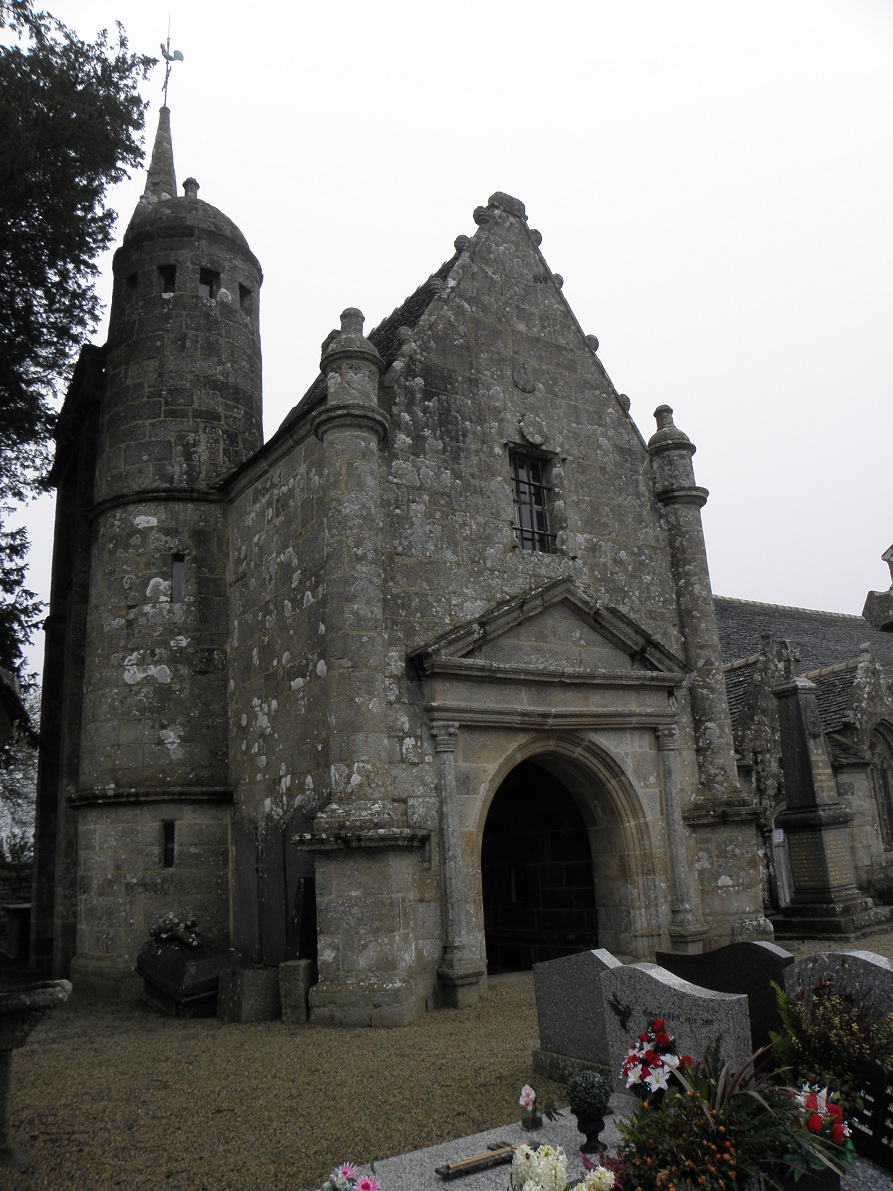
Церковь Св. Сильвестра
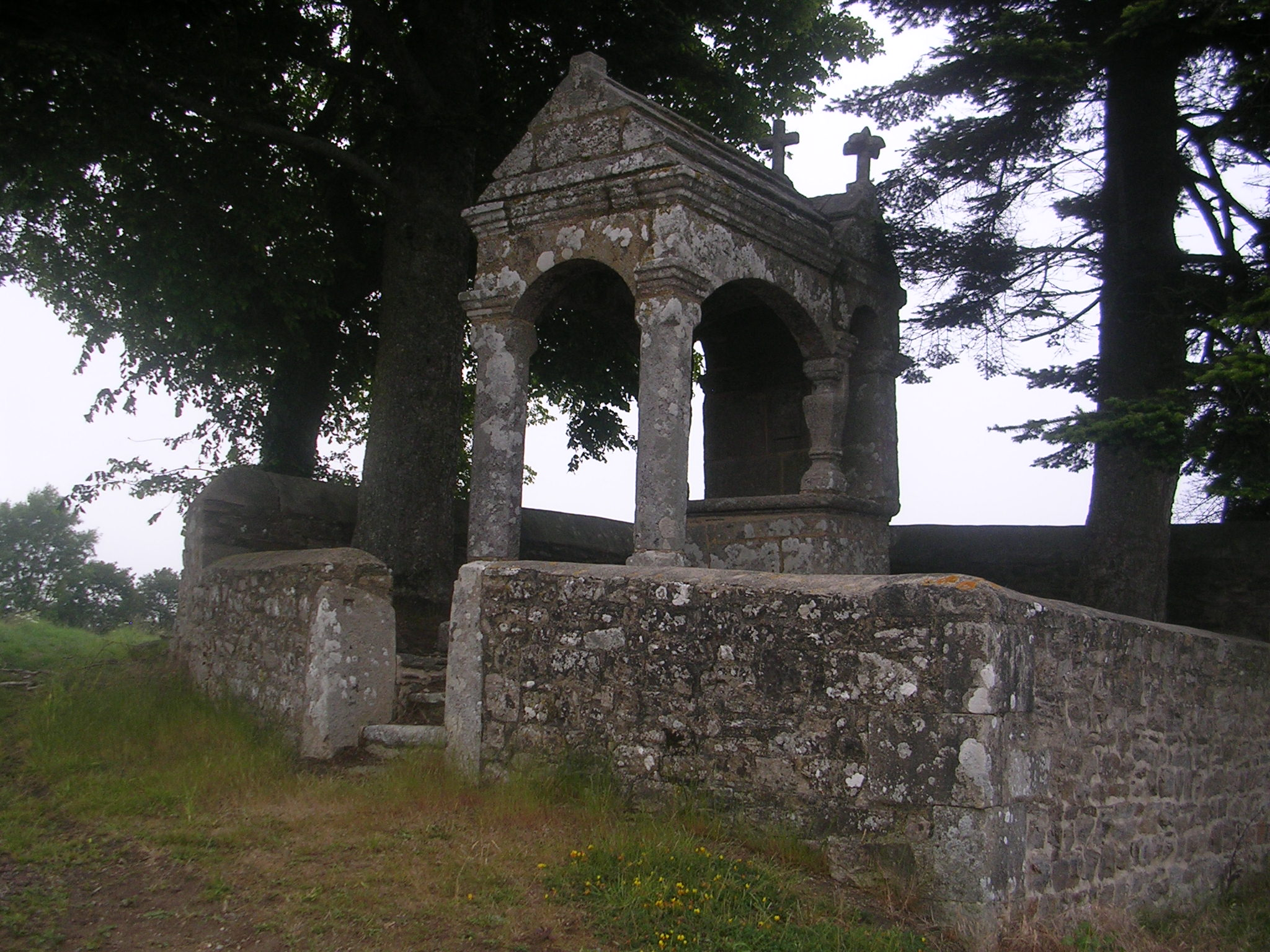
Ораторий Св. Сильвестра
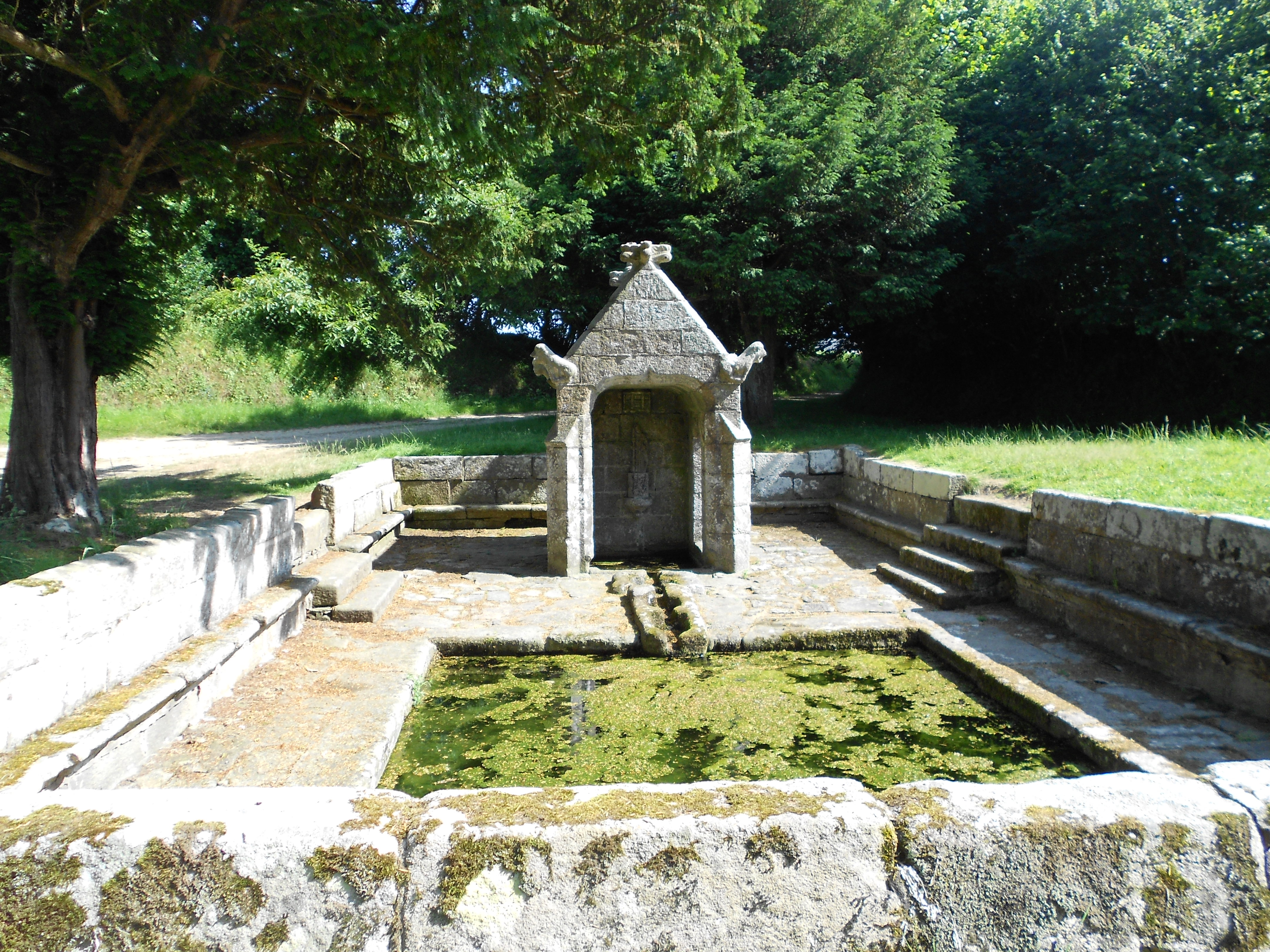
Фонтан Св. Сильвестра
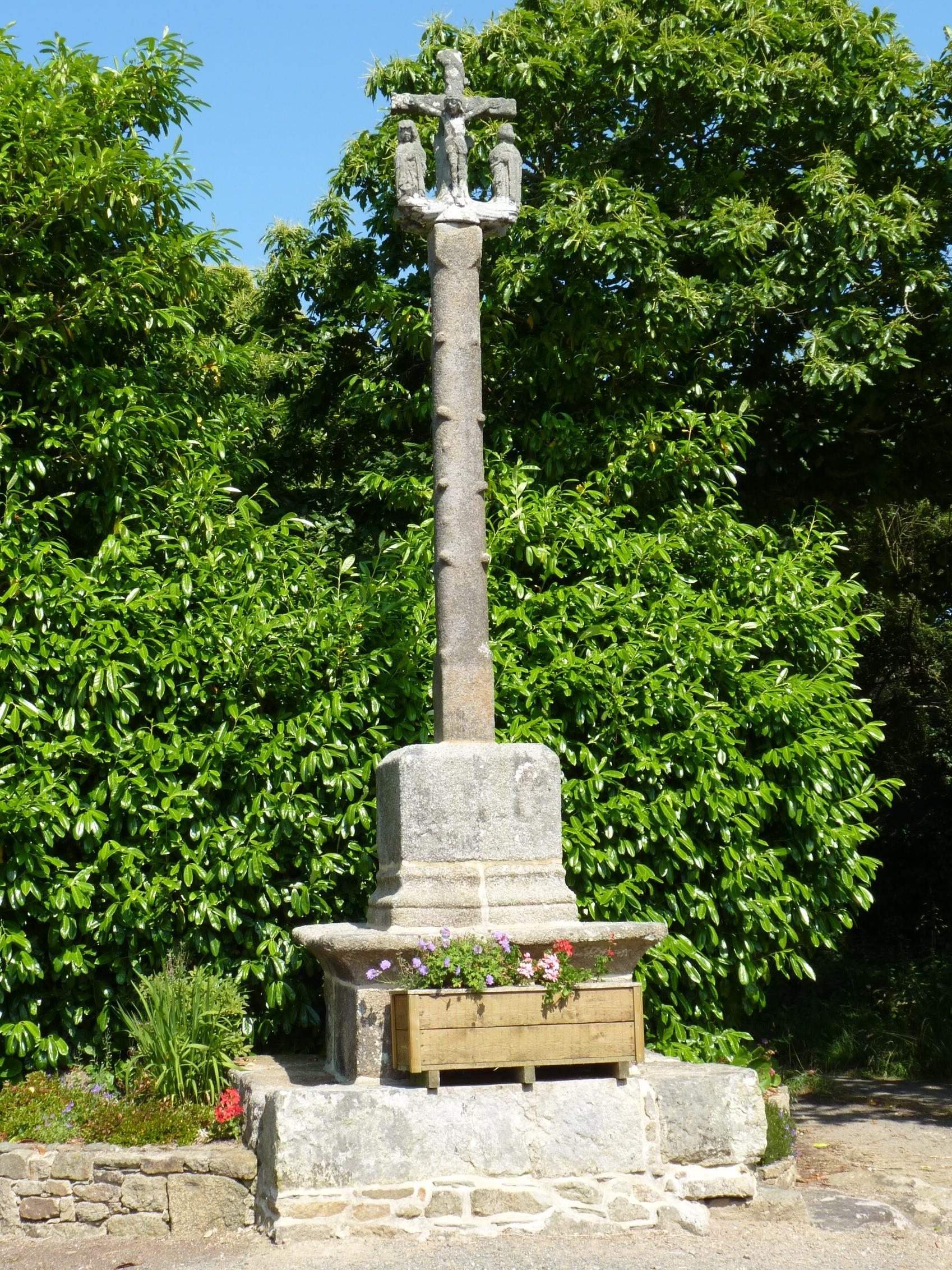
Придорожный крест